# ريناتو يجوسيبوفيتش
ريناتو يجوسيبوفيتش (بالكرواتية: Renato Josipović) هو لاعب كرة قدم كرواتي، ولد في 12 يونيو 2001.